# دنیلیکوئین
دنیلیکوئین (به انگلیسی: Deniliquin) یک شهرک در استرالیا است که در نیو ساوت ولز واقع شده‌است.